# Mednarodno letališče Sarajevo
Mednarodno letališče Sarajevo je največje in najpomembnejše letališče v Bosni in Hercegovini, ki primarno oskrbuje Sarajevo.

## Letalske družbe in destinacije

### Redne
- Adria Airways (Ljubljana)
- Austrian Airlines (Dunaj)
- Austrian airlines letalske operacije opravlja Tyrolean Airways (Dunaj [sezonsko])
- B&H Airlines (Beograd,Köbenhavn,Frankfurt,Göteborg-Landvetter,Istanbul-Atatürk,Stockholm-Arlanda,Dunaj,Zürich)
- Buraq Air (Tripoli)
- Croatia Airlines (Zagreb)
- Germanwings (Köln/Bonn,Stuttgart [do 30. oktobra])
- Jat Airways (Beograd)
- Lufthansa CityLine (München)
- Malev Hungarian Airlines (Budimpešta)
- Norwegian Air Shuttle (Stockholm-Arlanda)
- Turkish Airlines (Istanbul-Atatürk)